# Volkswagen ID.6
Volkswagen ID.6 - це трирядний електричний кросовер, що виготовляється німецьким виробником автомобілів Volkswagen у Китаї з 2021 року. 
Був представлений публіці у квітні 2021 року на Шанхайському міжнародному автосалоні. Початок продажів на китайському ринку відбувся влітку 2021 року.

## Опис

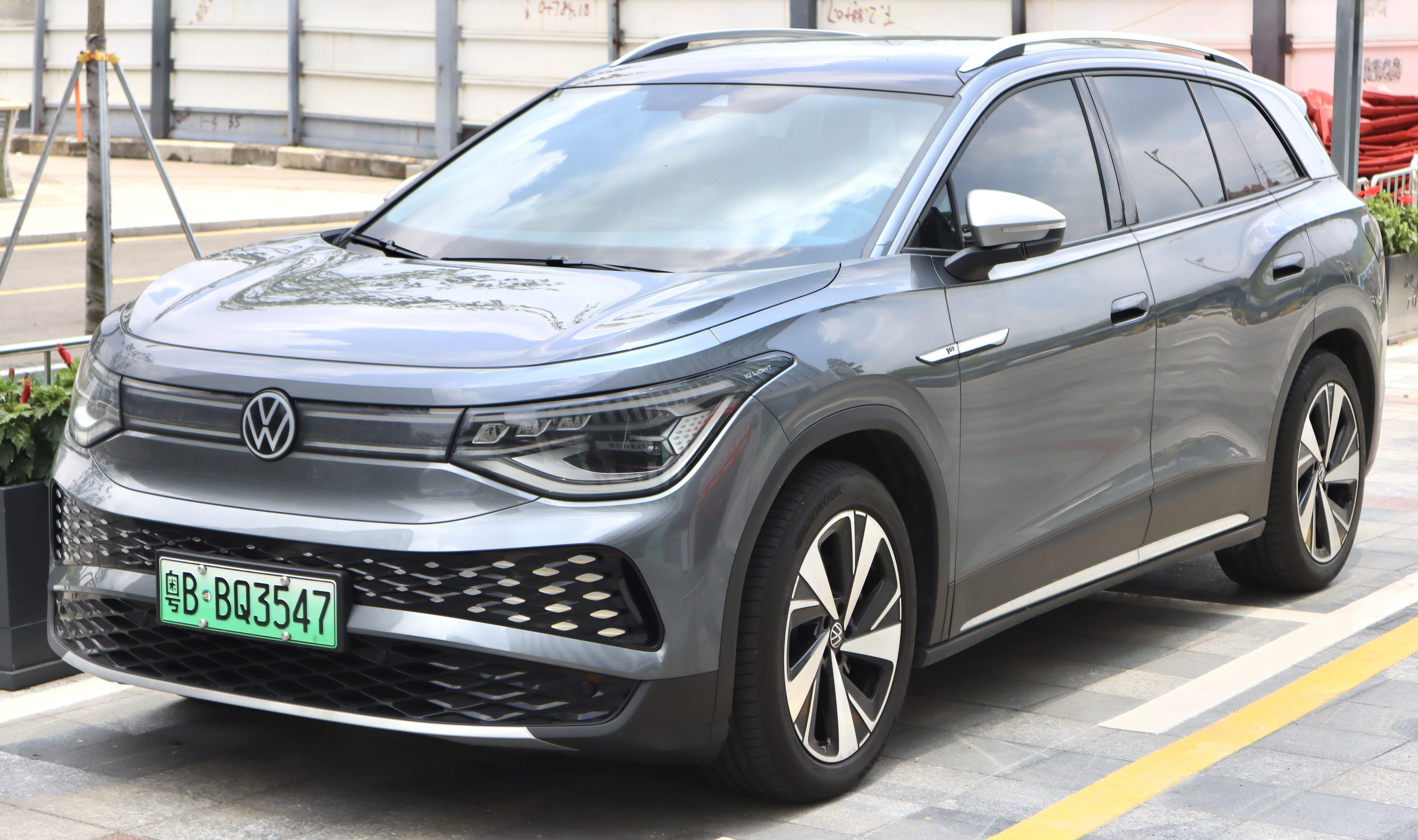
Volkswagen ID.6 X

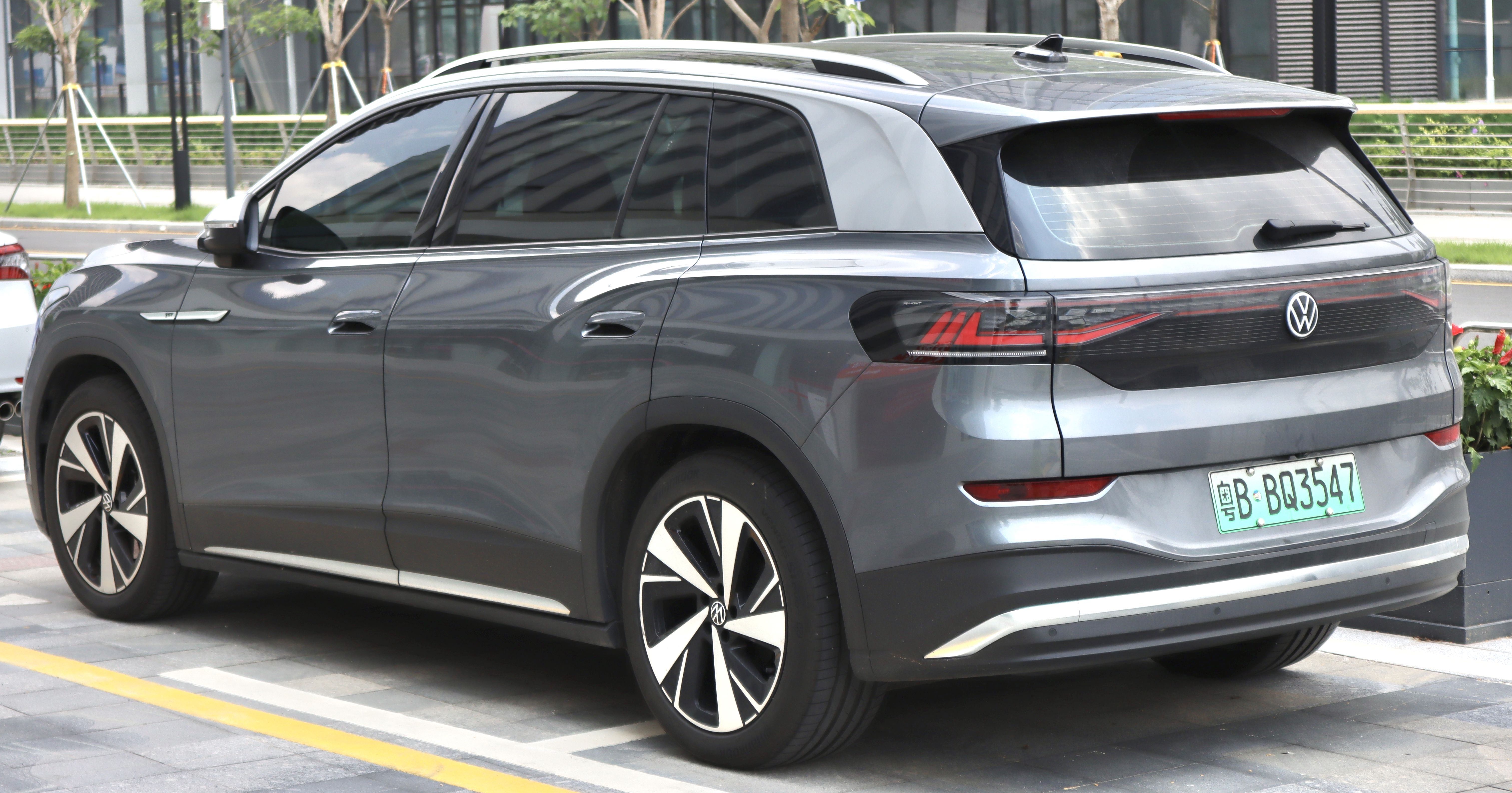
Volkswagen ID.6 X

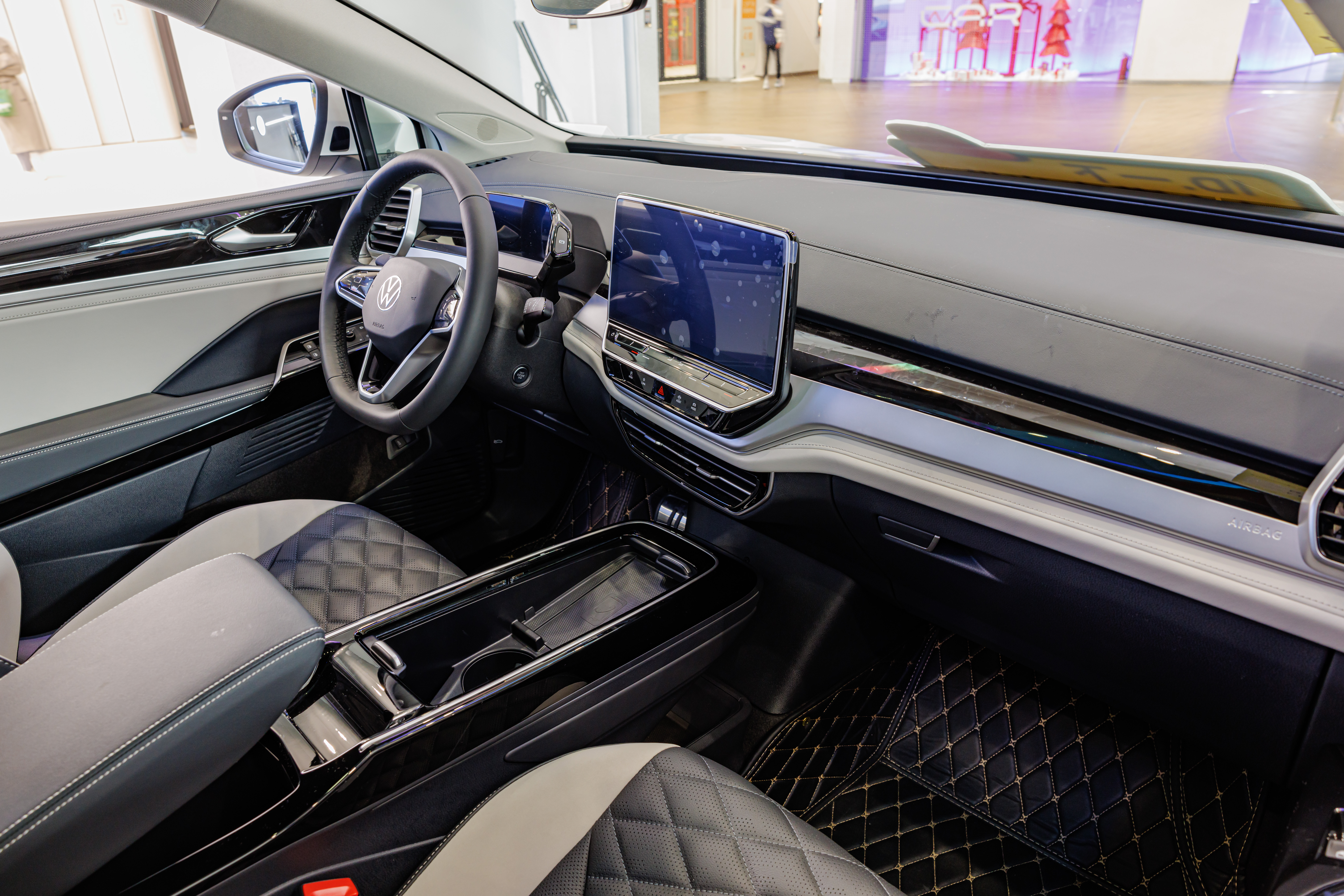

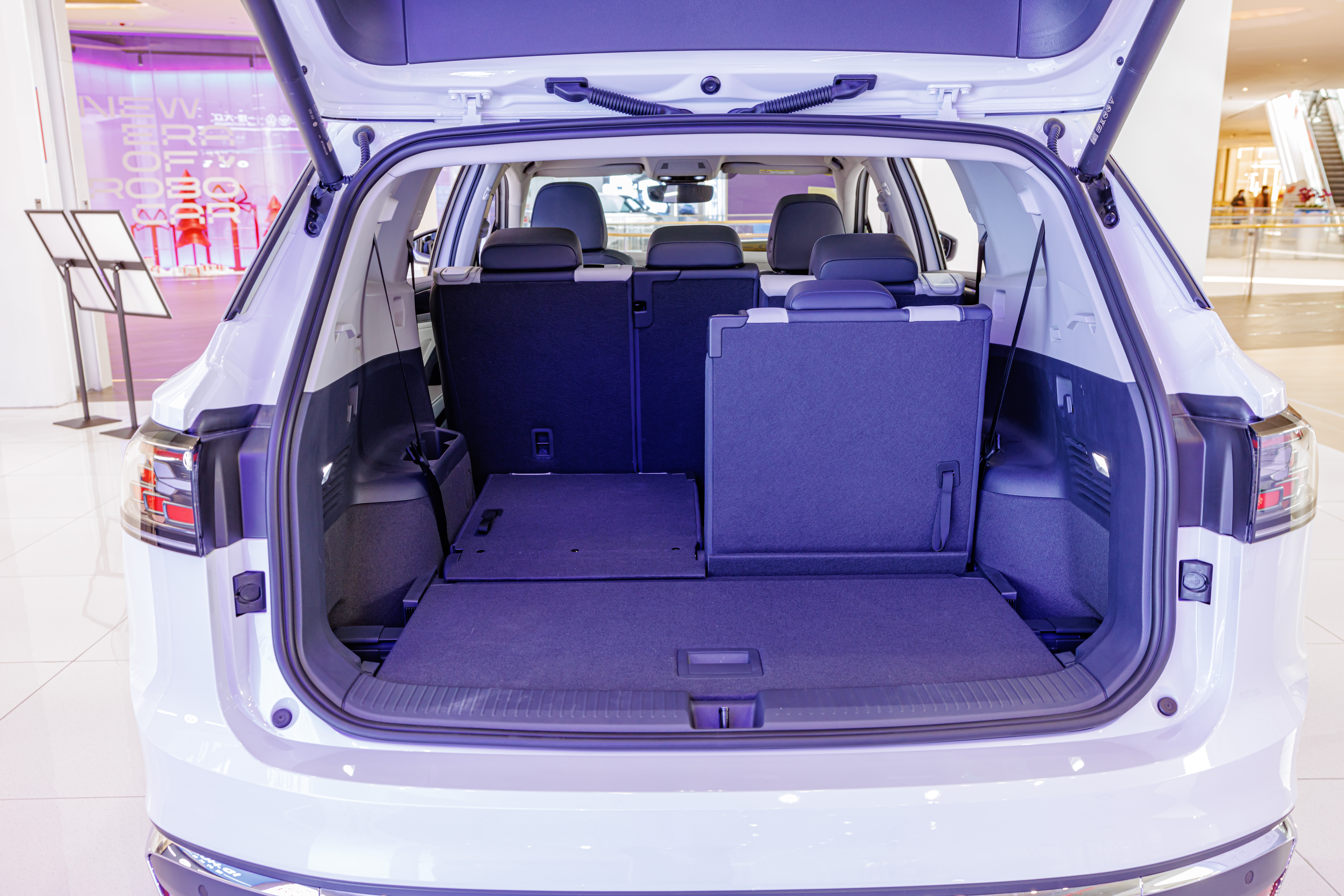

ID.6 базується на платформі MEB та входить в сімейство ID. У Китаї спільне підприємство FAW-Volkswagen виробляє та продає ID.6 Crozz, тоді як SAIC-Volkswagen будує та продає ID.6 X із дещо зміненим дизайном. Механічно вони практично ідентичні, найбільш помітні зміни – трохи різні світлодіодні фари, задні ліхтарі та різні бампери. ID.6 Crozz - більш присажений і довгий.
Станом на квітень 2022 року це найбільший автомобіль Volkswagen ID. серії, і найбільший, побудований на платформі MEB. Платформа MEB та сама, що в інших ID-електромобілів, — зі стійками McPherson спереду і ззаду багатоважеля, а у задніх коліс барабанні гальма. Можна замовити адаптивну підвіску DCC, а також серед налаштувань є адаптивний круїз-контроль Travel Assist з функцією утримання в смузі.
Третій ряд сидінь є вже в базовій комплектації, але можна вибрати між семимісною та шестимісним компонуванням салону. У першому випадку на другому ряду встановлений тримісний трисекційний диван, у другому — два капітанські крісла. У будь-якому випадку сидіння другого ряду мають поздовжнє регулювання.
У 2022 році в Китаї розпочалося виробництво Audi Q5 e-tron, двійника ID.6.

### Модифікації
| Модель     | Потужність к. с. | Крутний момент Н·м | Ємність акумулятора, кВт·год | Ємність акумулятора, кВт·год | Пробіг NEDC |
| Модель     | Потужність к. с. | Крутний момент Н·м | брутто                       | нетто                        | Пробіг NEDC |
| ---------- | ---------------- | ------------------ | ---------------------------- | ---------------------------- | ----------- |
| ID.6 Crozz | 180              | 310                | 62                           | 58                           | 439 км      |
| ID.6 Crozz | 204              | 310                | 82                           | 77                           | 565 км      |
| ID.6 Crozz | 313              | 472                | 82                           | 77                           | 516 км      |
| ID.6 X     | 180              | 310                | 62                           | 58                           | 436 км      |
| ID.6 X     | 204              | 310                | 82                           | 77                           | 588 км      |
| ID.6 X     | 313              | 472                | 82                           | 77                           | 510 км      |

## Продаж
| Рік  | Китай  | Китай      |
| Рік  | ID.6 X | ID.6 Crozz |
| ---- | ------ | ---------- |
| 2021 | 8,387  | 10,366     |
| 2022 | 11,376 | 26,856     |